# Kolonia Jeziorzany
Kolonia Jeziorzany (prononciation : [kɔˈlɔɲa jɛʑɔˈʐanɨ]) est un village polonais de la gmina de Tarczyn dans le powiat de Piaseczno de la voïvodie de Mazovie dans le centre-est de la Pologne.
Il se situe à environ 4 kilomètres au sud de Tarczyn (siège de la gmina), 19 kilomètres au sud-ouest de Piaseczno (siège du powiat) et à 32 kilomètres au sud de Varsovie (capitale de la Pologne).
Kolonia Jeziorzany

## Histoire
De 1975 à 1998, le village appartenait administrativement à la voïvodie de Varsovie.